# Diospyros fanjingshanica
Diospyros fanjingshanica är en tvåhjärtbladig växtart som beskrevs av Shu Kang Lee. Diospyros fanjingshanica ingår i släktet Diospyros och familjen Ebenaceae. Inga underarter finns listade i Catalogue of Life.